# Université nationale des sciences et des technologies de Taipei

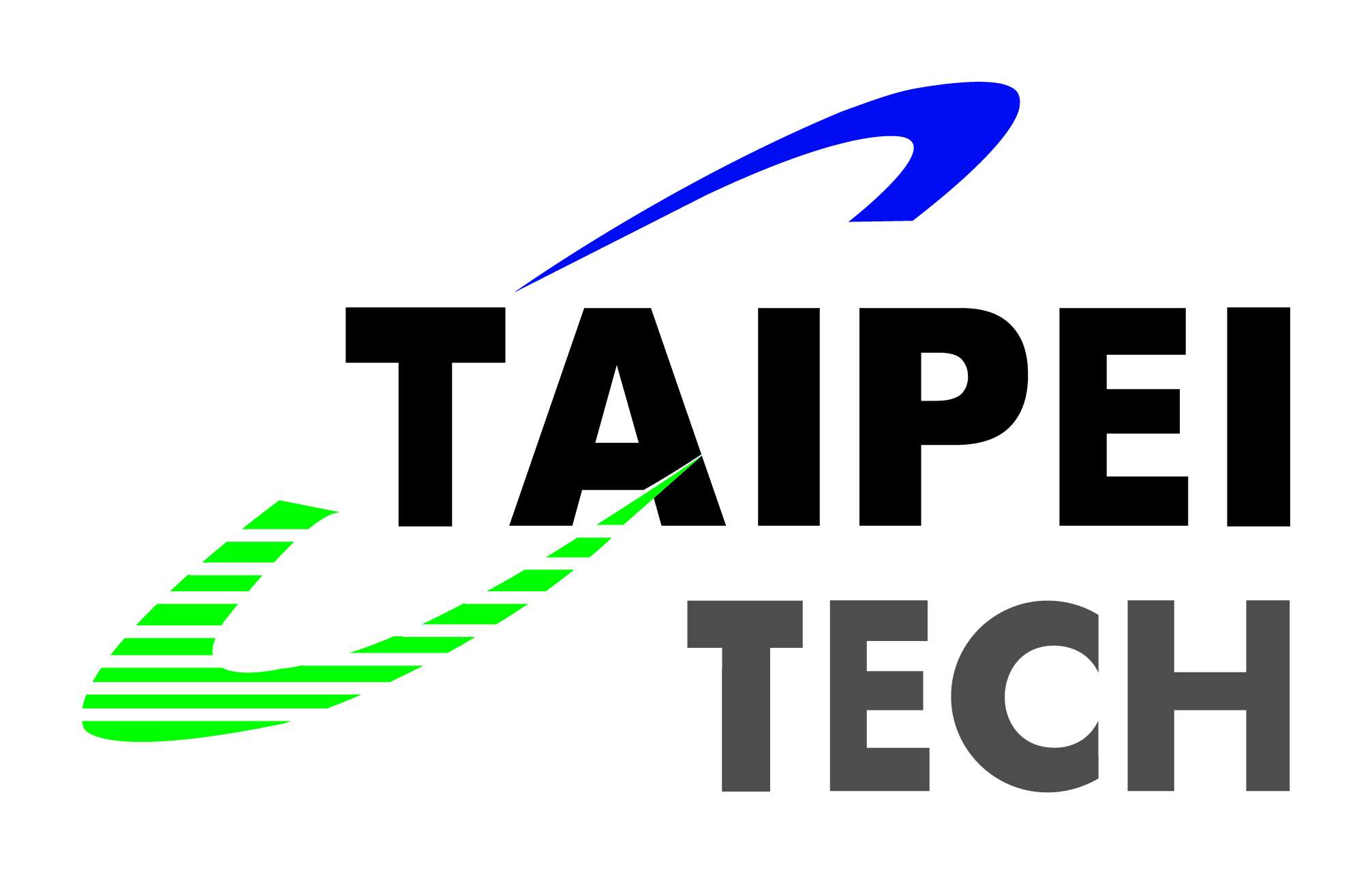
Logo de Taipei Tech

Université nationale des sciences et des technologies de Taipei (en chinois : 國立臺北科技大學 ; en anglais : National Taipei  University of Science and Technology ;), généralement appelée NTUT ou Taipei Tech, est une université publique nationale de technologie située à Taipei en République de Chine.